# Olof Thunberg
Pour les articles homonymes, voir Thunberg.
 (février 2020).
Fritz-Olof Thunberg est un acteur et réalisateur suédois, né le 21 mai 1925 à Västerås et mort le 24 février 2020 à Stockholm.
Il est le père du comedien et réalisateur Svante Thunberg, le beau-père de la chanteuse lyrique Malena Ernman, le grand-père de l'activiste climatique Greta Thunberg et de sa sœur Beata, et le grand-oncle de l'acteur Oskar Thunberg.
Lui même est un parent de Svante Arrhenius, lauréat du prix Nobel de chimie en 1903, l'un des premiers à émettre une théorie du réchauffement climatique.

## Biographie

### Enfance
Olof Thunberg est le fils de l'entrepreneur Fritz Thunberg (1889–1988) et d'Elsa Mattsson (1898–1991). Il a grandi dans le quartier Ängsgärdet de Västerås avec ses parents et ses deux frères aînés. A l'école, il se lie d'amitié avec son futur collègue l'acteur Lars Ekborg.
À l'âge de 15 ans, tous deux fondent une association de théâtre amateur « Scenklubben ». Le futur poète Bo Setterlind se joint à eux. L'intention n'était pas de monter des pièces et de gagner de l'argent, mais de créer une sorte d'école de théâtre. Dans les premières années, ils montent de courtes pièces dans des parcs publics. À l’été 1944, la troupe fait sa première apparition publique, qui marque les débuts d'Olof Thunberg à 19 ans. Thunberg se présente ensuite aux concours de recrutement de nouveaux talents « Filmjournalens » et « Europafilms » dont la finale doit avoir lieu au théâtre Södra, mais sans succès.
Après l'école, Thunberg s'inscrit dans une école de commerce. Il n'y reste pas longtemps et gagne d'abord sa vie grâce à toutes sortes d'emplois comme dessinateur, ingénieur (chez Asea), décorateur, assistant de laboratoire et commis.

### Carrière
Après un premier concours d'entrée infructueux à la Dramatens elevskola, Olof Thunberg entre d'abord à l'école de théâtre de la rue Flygare à Stockholm. À la fin des années 1940, il commence à faire des tournées dans les parcs nationaux[Quoi ?] et, à l’été 1950, il part tournée avec le Casinogänget. Après quelques prestations qui couvrent les coûts des mises en scène du Scenklubben à Västerås, il se présente de nouveau au concours de la Dramatens elevskola en 1950, et cette fois il est admis. Il y reste jusqu'en 1952, tout en faisant son service militaire pendant les étés.
Vers la fin de ses études à la Dramaten elevskola, il met en scène Ramido Marinesco de Carl Jonas Love Almqvist avec Jan Malmsjö et Emy Storm, alors étudiante de deuxième année, dirigée auparavant par Ingmar Bergman au théâtre Intima. La pièce est acclamée par la critique.
Après avoir terminé ses études d'art dramatique, Olof Thunberg rejoint le théâtre régional d'Östgötateatern, où il est acteur et fait ses premières armes de metteur en scène. Ensuite, il devient acteur indépendant et se produit au cinéma, à la télévision et à la radio.
Olof Thunberg devient de plus en plus connu grâce à lémission radiophonique Mannen i svart (« L’homme en noir »), où il  présente toutes sortes d’histoires extraordinaires de sa voix grave, accompagnée de divers effets sonores. En 1962, il interprète un rôle de premier plan dans le drame d’Ingmar Bergman, Les Communiants (Nattvardsgästerna), dans le rôle de Fredrik Blom, l'organiste.
Olof Thunberg apparaît ensuite dans une grande variété de films, souvent dans un rôle de charmeur confiant, et dans des films et enregistrements pour enfants, il est la voix de Bamse et d'Agaton Sax ou encore de Shere Khan dans les versions doublées en suédois des films de Disney, Benjamin et moi (1957), Le Livre de la jungle (en 1967 et trente-cinq ans plus tard dans Le Livre de la jungle 2), Bernard et Bianca (1978), Blanche Neige et les Sept nains (1982), Taram et le chaudron magique (1985) ou Monsters Inc. (2001).
En 2006, Thunberg est animateur de l'émission radiophonique Sommar sur Sveriges Radio P1.

### Vie privée
En octobre 1950, alors qu'il vient d'être admis à l'école de Dramaten, Olof Thunberg épouse Ingrid Johansson (1925-2006) qu’il connaissait depuis l'école à Västerås. Ils divorcent quatre ans après, en 1954.
À la Pentecôte 1959, Olof Thunberg entame une liaison avec Lena Granhagen, qu'il a rencontrée l'année précédente au théâtre Intiman, liaison qui se prolonge au début des années 1960.
Olof Thunberg épouse ensuite Mona Andersson, qu'il a rencontrée à l’occasion de l’interprétation d'une pièce de théâtre radiophonique. Ils auront deux enfants, Amanda Thunberg (née en 1965) et Svante Thunberg (né en 1969) tous deux comédiens. Svante épousera la chanteuse d'opéra Malena Ernman. À l’été 1983, toute la famille joue dans le Songe d'une nuit d'été lors d'une tournée avec le Théâtre national. En 2010, Olof Thunberg fait une tournée de Noël conjointe avec Malena Ernman.

## Filmographie
- 1948 : De kämpade sig till frihet
- 1953 : J'ai perdu mon temps
- 1953 : Vingslag i natten
- 1954 : Skrattbomben
- 1955 : La Belle et le Clochard : Trusty (voix suédoise; réédité également en 1989); Boris (uniquement en 1955 original)
- 1955 : Oiseaux sauvages
- 1955 : Folk finnskogens
- 1956 : 7 vickra flickor
- 1957 : En drömmares vandring
- 1957 : Med glorian på sned
- 1957 : Prästen i Uddarbo
- 1957 : Vägen genom Skå
- 1958 : Fridolf autocollant opp!
- 1959 : Fröken Chic (non crédité)
- 1959 : Lejon på stan
- 1960 : Tous les jours
- 1960 : Sommar och syndare
- 1961 : 101 Dalmatiens : Colonel (voix suédoise, doublage original de 1961 uniquement)
- 1961 : Pärlemor
- 1963 : Détendez-vous
- 1963 : Lumière d'hiver : Les Communiants
- 1963 : Adam et Eva
- 1963 : Prins Hatt sous jorden
- 1964 : Äktenskapsbrottaren de Hasse Ekman
- 1967 : Le livre de la jungle : Shere Khan (voix suédoise)
- 1968 : Villervalle i Söderhavet
- 1976 : Smurfarna och den förtrollade flöjten : narrateur, Fräckelin (voix)
- 1977 : Les aventures de Bernard et Bianca : Rufus (voix suédoise)
- 1980 : Sverige åt svenskarna
- 1981 : Rox et Rouky : Grumpy Badger (voix suédoise)
- 1982 : Blanche-Neige et les sept nains : Grumpy (voix suédoise)
- 1986 : Amorosa
- 1988 : La terre avant l'heure : narrateur (voix suédoise)
- 1996 : Monopol
- 1996 : Lilla Jönssonligan et ses cornflakeskuppen
- 1997 : Lilla Jönssonligan à propos de lin lin
- 2001 : La Belle et le Clochard II: l'appel de la rue : Trusty (voix suédoise)
- 2001 : Monstres et Cie. : Henry J. Waternoose III : PDG (voix suédoise)
- 2003 : Le livre de la jungle 2 : Shere Khan (voix suédoise)

## Crédit d'auteurs
- (sv) Cet article est partiellement ou en totalité issu de l’article de Wikipédia en suédois intitulé « Olof Thunberg » (voir la liste des auteurs).